# NGC 4015/2
NGC 4015/2 је спирална галаксија у сазвежђу Береникина коса која се налази на NGC листи објеката дубоког неба.
Деклинација објекта је + 25° 2' 33" а ректасцензија 11h 58m 43,0s. Привидна величина (магнитуда) објекта NGC 4015 износи 14,8 а фотографска магнитуда 15,6. NGC 40152 је још познат и под ознакама UGC 6965, MCG 4-28-110, CGCG 127-122, KCPG 314B, ARP 138, VV 216, PGC 37703.